# Semtex Girls
Semtex Girls est une société de production fondée par la chanteuse Madonna en 2006.

## Controverse du nom
Explosia qui possède la marque, Semtex, porte plainte le 27 février 2006, par la voix de son directeur, Ladislav Lehky, directeur du Research Centre for Industrial Chemistry, qui possède le nom de la marque.

## Productions

### Cinéma
- 2011 : W.E.[2]
- 2008 : Obscénité et Vertu (Filth and Wisdom)[3]
- 2008 : I Am Because We Are (documentaire)

### Musique
- 2017: Madonna: The Rebel Heart Tour
- 2017: The Rebel Heart tour: An excerpt from "tears of a clown"
- 2010 : Sticky & Sweet World Tour - Behind the Scenes
- 2009 : Madonna: Sticky & Sweet Tour
- 2007 : Confessions Tour - Behind the Scenes
- 2006 : Madonna: The Confessions Tour - Live from London